# Le guide del tramonto
Le guide del tramonto o L'Angelo custode (Childhood's End) è un romanzo di fantascienza del 1953 di Arthur C. Clarke dal carattere escatologico e apocalittico. Diviso in tre capitoli, l'intreccio si articola in due secoli di storia futura dell'umanità.

## Trama
Tardo XX secolo. Degli enormi dischi volanti giungono dallo spazio sovrastando le maggiori metropoli mondiali, senza compiere alcuna azione, se non imporre la fine di ogni conflitto terrestre. Per ben cinquant'anni il contatto con i visitatori, chiamati Superni (Overlords) si limita a degli incontri all'interno di una delle navi, tra il Segretario Generale alle Nazioni Unite Rikki Stormgren, ed il Controllore Generale Karellen, senza però che il terrestre possa vederlo.
Giunge la data fatidica. Gli alieni si mostrano per la prima volta. Non è un caso l'aver temporeggiato. Nonostante le loro pacifiche intenzioni, hanno l'aspetto di demoni, con tanto di corna, coda ed ali di pipistrello.
È l'Età dell'Oro. Gli ingenti capitali, un tempo sperperati per le spese militari, sono dirottati per l'uso civile, inaugurando un'epoca di ricchezza, di pace e di benessere ma il progresso si limita alla sola Terra perché, con la complicità dei Superni, l'Umanità sembra essere disinteressata al Cosmo, distratta da uno stile di vita tra gli agi e l'ozio.
Un inquieto Ian Rodricks, astrofisico disoccupato, riesce con un ingegnoso espediente ad imbarcarsi clandestinamente su un'astronave e visitare il loro mondo di origine, distante quaranta anni luce, avvalendosi della dilatazione del tempo relativistica, facendo sì che il tragitto sembri durare pochi mesi. Una volta giunto a destinazione, tuttavia, sarà il primo tra tutti ad apprendere un'amara verità. I Superni hanno un padrone, chiamato "Super-mente" (Overmind), un'entità di pura energia che vaga per il Cosmo e senza la quale nessun vivente può attraversare materialmente lo spazio interstellare.
Nel nostro mondo intanto i bambini e gli adolescenti manifestano facoltà paranormali, si disinteressano alla fanciullezza ed abbandonano le loro famiglie per riunirsi nella Foresta Amazzonica. Gli adulti, divenuti oramai entità individuali, sono impossibilitati ad un'ulteriore evoluzione come i bambini. Privi di uno scopo nella vita, si ritirano nella solitudine od optano per il gesto estremo. Rodricks torna sulla Terra ottant'anni dopo, in tempo per assistere alla fusione mentale tra i figli dell'Ultima Generazione e la Super-mente. Il pianeta cessa di esistere. L'Umanità ha terminato la sua infanzia. I Superni abbandonano tristi il Sistema Solare, alla ricerca di nuove razze papabili, consapevoli della loro natura di veri dannati, ovvero l'essere dei perfetti mortali.

## Edizioni
- Le guide del tramonto, Arnoldo Mondadori Editore, 1955.
- L'Angelo Custode, in I Magici Mondi di Asimov - Diavoli, Fanucci Editore, 1991, ISBN 88-347-0073-2.[1]

## Adattamento televisione
Dal romanzo è stata tratta una miniserie televisiva, Childhood's End, composta da tre episodi trasmessi dal network Syfy a dicembre 2015.